# انجي غونزاليس
انجي غونزاليس (بالإنجليزية: Angie González) مواليد 3 يناير 1981، هو دراج فنزويلي. شارك في دورة الألعاب الأولمبية الصيفية.

## روابط خارجية
- انجي غونزاليس على موقع أرشيف الدراجات (الإنجليزية)
- انجي غونزاليس على موقع إحصائيات الدراجات الإحترافية (الإنجليزية)
- انجي غونزاليس على موقع نسبة الدراجات (الإنجليزية)
- انجي غونزاليس على موقع أوليمبيديا (الإنجليزية)